# FINA Water Polo World League 2012 (maschile)
La World League maschile di pallanuoto 2012 è stata l'11ª edizione della manifestazione che viene organizzata annualmente dalla FINA. La competizione si è svolta in due fasi, un turno di qualificazione e la Super Final, che si è tenuta dal 12 al 17 giugno nell'ex capitale kazaka Almaty. È stata la prima volta che un evento FINA di livello mondiale ha avuto luogo in Asia centrale.
Le gare sono iniziate il 12 novembre 2011 con i gironi di qualificazione europei. Nel maggio 2012 si sono disputati i gironi di qualificazione per le Americhe e per la zona Asia/Oceania.
I campioni uscenti della Serbia, a causa dei numerosi impegni internazionali della stagione, hanno deciso di non partecipare alla rassegna, così come il Montenegro, quinto nel 2011, e i campioni olimpici dell'Ungheria, assenti dal 2007.
La Croazia ha conquistato il suo primo successo nella rassegna, superando in finale ai rigori la Spagna. Il bronzo è andato all'Italia che ha battuto gli Stati Uniti nella finale per il terzo posto.

## Tornei di qualificazione

### Americhe
Il torneo americano si è svolto dal 10 al 13 maggio 2012 a Tustin, negli Stati Uniti.
|    | Squadra     | Pti | G | V | VR | PR | P | GF | GS | DR  |
| -- | ----------- | --- | - | - | -- | -- | - | -- | -- | --- |
| 1. | Stati Uniti | 12  | 4 | 4 | 0  | 0  | 0 | 56 | 11 | +45 |
| 2. | Brasile     | 6   | 4 | 2 | 0  | 0  | 2 | 24 | 39 | -15 |
| 3. | Canada      | 0   | 4 | 0 | 0  | 0  | 4 | 19 | 49 | -30 |

| Data     | Ora   | Gara        | Gara | Gara    |
| -------- | ----- | ----------- | ---- | ------- |
| 10-05-12 | 18:00 | Stati Uniti | 14-1 | Brasile |
| 11-05-12 | 10:30 | Canada      | 6-13 | Brasile |
| 11-05-12 | 18:00 | Stati Uniti | 11-2 | Canada  |
| 12-05-12 | 10:30 | Canada      | 5-8  | Brasile |
| 12-05-12 | 12:00 | Stati Uniti | 14-2 | Brasile |
| 13-05-12 | 11:00 | Stati Uniti | 17-6 | Canada  |

### Asia/Oceania
Il torneo si è svolto in due turni: dal 3 al 5 maggio a Shanghai, in Cina, e dall'8 al 10 maggio 2012 a Chiba, in Giappone. Si sono qualificate per la Super Final l'Australia, la Cina, seconda per lo scontro diretto, e il Kazakistan in quanto paese organizzatore.
|    | Squadra    | Pti | G | V | VR | PR | P | GF | GS | DR  |
| -- | ---------- | --- | - | - | -- | -- | - | -- | -- | --- |
| 1. | Australia  | 18  | 6 | 6 | 0  | 0  | 0 | 80 | 25 | +55 |
| 2. | Cina       | 9   | 6 | 3 | 0  | 0  | 3 | 40 | 55 | -15 |
| 3. | Giappone   | 9   | 6 | 3 | 0  | 0  | 3 | 49 | 53 | -4  |
| 4. | Kazakistan | 0   | 6 | 0 | 0  | 0  | 6 | 28 | 64 | -36 |

 Shanghai
| Data     | Ora   | Gara       | Gara  | Gara       |
| -------- | ----- | ---------- | ----- | ---------- |
| 03-05-12 | 19:00 | Giappone   | 12-9  | Kazakistan |
| 03-05-12 | 20:15 | Cina       | 1-14  | Australia  |
| 04-05-12 | 19:00 | Australia  | 14-7  | Giappone   |
| 04-05-12 | 20:15 | Cina       | 8-4   | Kazakistan |
| 05-05-12 | 19:00 | Kazakistan | 5-10  | Australia  |
| 05-05-12 | 20:15 | Cina       | 11-12 | Giappone   |

 Chiba
| Data     | Ora   | Gara      | Gara | Gara       |
| -------- | ----- | --------- | ---- | ---------- |
| 08-05-12 | 17:30 | Cina      | 9-4  | Kazakistan |
| 08-05-12 | 19:30 | Giappone  | 4-10 | Australia  |
| 09-05-12 | 17:30 | Australia | 15-3 | Kazakistan |
| 09-05-12 | 19:30 | Giappone  | 4-6  | Cina       |
| 10-05-12 | 17:30 | Australia | 17-5 | Cina       |
| 10-05-12 | 19:30 | Giappone  | 10-3 | Kazakistan |

### Europa
Il torneo europeo si è disputato complessivamente dal 12 novembre 2011 al 20 marzo 2012. Hanno partecipato 13 nazionali divise in tre gironi da disputarsi su gare di andata e ritorno. Si sono qualificate alla Super Final le prime classificate di ciascun girone.

#### Gruppo A
|    | Squadra       | Pti | G | V | VR | PR | P | GF | GS | DR  |
| -- | ------------- | --- | - | - | -- | -- | - | -- | -- | --- |
| 1. | Italia        | 12  | 4 | 4 | 0  | 0  | 0 | 54 | 16 | +38 |
| 2. | Russia        | 6   | 4 | 2 | 0  | 0  | 2 | 32 | 43 | -11 |
| 3. | Gran Bretagna | 0   | 4 | 0 | 0  | 0  | 4 | 24 | 51 | -27 |

| Data     | Ora   | Sede          | Gara          | Gara | Gara          |
| -------- | ----- | ------------- | ------------- | ---- | ------------- |
| 15-11-11 | 19:00 | Civitavecchia | Italia        | 16-5 | Russia        |
| 06-12-11 | 20:00 | Manchester    | Gran Bretagna | 6-14 | Italia        |
| 11-01-12 | 18:30 | Kiriši        | Russia        | 12-8 | Gran Bretagna |
| 21-02-12 | 15:30 | Kiriši        | Russia        | 4-10 | Italia        |
| 06-03-12 | 20:30 | Cremona       | Italia        | 14-1 | Gran Bretagna |
| 20-03-12 | 20:00 | Manchester    | Gran Bretagna | 9-11 | Russia        |

#### Gruppo B
|    | Squadra   | Pti | G | V | VR | PR | P | GF | GS | DR  |
| -- | --------- | --- | - | - | -- | -- | - | -- | -- | --- |
| 1. | Croazia   | 11  | 4 | 3 | 1  | 0  | 0 | 43 | 29 | +14 |
| 2. | Germania  | 5   | 4 | 1 | 0  | 2  | 1 | 34 | 36 | -2  |
| 3. | Macedonia | 2   | 4 | 0 | 1  | 0  | 3 | 26 | 38 | -12 |

| Data     | Ora   | Sede       | Gara      | Gara            | Gara      |
| -------- | ----- | ---------- | --------- | --------------- | --------- |
| 15-11-11 | 18:00 | Ragusa     | Croazia   | 11-11 16-15 dtr | Germania  |
| 17-12-11 | 19:00 | Berlino    | Germania  | 8-5             | Macedonia |
| 05-01-12 | 20:00 | Skopje     | Macedonia | 8-9             | Croazia   |
| 14-02-12 | 19:00 | Magdeburgo | Germania  | 6-11            | Croazia   |
| 06-03-12 | 17:00 | Fiume      | Croazia   | 12-4            | Macedonia |
| 15-03-12 | 20:15 | Skopje     | Macedonia | 9-9 14-12 dtr   | Germania  |

#### Gruppo C
|    | Squadra | Pti | G | V | VR | PR | P | GF | GS | DR  |
| -- | ------- | --- | - | - | -- | -- | - | -- | -- | --- |
| 1. | Spagna  | 12  | 6 | 4 | 0  | 0  | 2 | 60 | 40 | +20 |
| 2. | Romania | 12  | 6 | 4 | 0  | 0  | 2 | 65 | 46 | +19 |
| 3. | Grecia  | 12  | 6 | 4 | 0  | 0  | 2 | 55 | 40 | +15 |
| 4. | Turchia | 0   | 6 | 0 | 0  | 0  | 6 | 27 | 80 | -53 |

| Data     | Ora   | Sede       | Gara    | Gara | Gara    |
| -------- | ----- | ---------- | ------- | ---- | ------- |
| 12-11-11 | 17:00 | Oradea     | Romania | 16-8 | Turchia |
| 15-11-11 | 20:30 | Barcellona | Spagna  | 8-7  | Grecia  |
| 06-12-11 | 17:00 | Oradea     | Romania | 9-8  | Spagna  |
| 17-12-11 | 20:00 | Atene      | Grecia  | 14-5 | Turchia |
| 05-01-12 | 20:00 | Istanbul   | Turchia | 3-16 | Romania |
| 07-01-12 | 19:00 | Patrasso   | Grecia  | 9-7  | Spagna  |
| 21-02-12 | 17:00 | Oradea     | Romania | 8-6  | Grecia  |
| 21-02-12 | 20:00 | Istanbul   | Turchia | 5-14 | Spagna  |
| 06-03-12 | 20:30 | Barcellona | Spagna  | 11-7 | Romania |
| 17-03-12 | 18:00 | Istanbul   | Turchia | 3-9  | Grecia  |
| 20-03-12 | 20:00 | Il Pireo   | Grecia  | 10-9 | Romania |
| 20-03-12 | 19:00 | Barcellona | Spagna  | 12-3 | Turchia |

## Super Final
La formula della Super final prevede una fase preliminare con le otto qualificate divise in due gironi, che serve a determinare la griglia della successiva fase a eliminazione diretta.

### Fase preliminare

#### Gironi
| Gruppo A        | Gruppo A    | Gruppo B       | Gruppo B  |
| --------------- | ----------- | -------------- | --------- |
| Americhe 1      | Stati Uniti | Americhe 2     | Brasile   |
| Europa 1A       | Italia      | Europa 1B      | Croazia   |
| Asia/Oceania 2  | Cina        | Asia/Oceania 1 | Australia |
| Paese ospitante | Kazakistan  | Europa 1C      | Spagna    |

#### Gruppo A
|    | Squadra     | Pti | G | V | VR | SR | S | GF | GS | DR |
| -- | ----------- | --- | - | - | -- | -- | - | -- | -- | -- |
| 1. | Italia      | 8   | 3 | 2 | 1  | 0  | 0 | 27 | 24 | +3 |
| 2. | Stati Uniti | 6   | 3 | 2 | 0  | 0  | 1 | 22 | 19 | +3 |
| 3. | Cina        | 2   | 3 | 0 | 1  | 0  | 2 | 21 | 24 | -3 |
| 4. | Kazakistan  | 2   | 3 | 0 | 0  | 2  | 1 | 26 | 29 | -3 |

| Data     | Ora   | Gara        | Gara            | Gara        |
| -------- | ----- | ----------- | --------------- | ----------- |
| 12-06-12 | 14:50 | Italia      | 10-9            | Cina        |
| 12-06-12 | 18:15 | Stati Uniti | 11-8            | Kazakistan  |
| 13-06-12 | 14:10 | Stati Uniti | 6-4             | Cina        |
| 13-06-12 | 18:15 | Italia      | 10-10 13-10 dtr | Kazakistan  |
| 14-06-12 | 15:30 | Italia      | 7-5             | Stati Uniti |
| 14-06-12 | 18:15 | Cina        | 8-8 13-12 dtr   | Kazakistan  |

#### Gruppo B
|   | Squadra   | Pti | G | V | VR | SR | S | GF | GS | DR  |
| - | --------- | --- | - | - | -- | -- | - | -- | -- | --- |
| 1 | Croazia   | 9   | 3 | 3 | 0  | 0  | 0 | 41 | 20 | +21 |
| 2 | Spagna    | 6   | 3 | 2 | 0  | 0  | 1 | 22 | 17 | +5  |
| 3 | Australia | 3   | 3 | 1 | 0  | 0  | 2 | 33 | 28 | +5  |
| 4 | Brasile   | 0   | 3 | 0 | 0  | 0  | 3 | 12 | 43 | -31 |

| Data     | Ora   | Gara      | Gara  | Gara      |
| -------- | ----- | --------- | ----- | --------- |
| 12-06-12 | 13:30 | Croazia   | 14-11 | Australia |
| 12-06-12 | 16:10 | Brasile   | 3-8   | Spagna    |
| 13-06-12 | 15:30 | Croazia   | 7-6   | Spagna    |
| 13-06-12 | 16:50 | Brasile   | 6-15  | Australia |
| 14-06-12 | 14:10 | Croazia   | 20-3  | Brasile   |
| 14-06-12 | 16:50 | Australia | 7-8   | Spagna    |

### Fase finale

#### Tabellone
|  | Quarti di finale       | Quarti di finale       |                        |             | Semifinali                | Semifinali                |  |  | Finale                 | Finale |
|  |                        |                        |                        |             |                           |                           |  |  |                        |        |
|  | 15 giugno 2012 - 16:50 |                        |                        |             |                           |                           |  |  |                        |        |
|  |                        |                        |                        |             |                           |                           |  |  |                        |        |
|  | A1: Italia             | 14                     |                        |             |                           |                           |  |  |                        |        |
|  | A1: Italia             | 14                     | 16 giugno 2012 - 18:15 |             |                           |                           |  |  |                        |        |
|  | B4: Brasile            | 1                      |                        |             |                           |                           |  |  |                        |        |
|  | B4: Brasile            | 1                      | Italia                 | 7           |                           |                           |  |  |                        |        |
|  | 15 giugno 2012 - 15:30 |                        | Italia                 | 7           |                           |                           |  |  |                        |        |
|  |                        | Spagna                 | 9                      |             |                           |                           |  |  |                        |        |
|  | B2: Spagna             | Spagna                 | 9                      | 11          |                           |                           |  |  |                        |        |
|  | B2: Spagna             |                        | 17 giugno 2012 - 15:10 | 11          |                           |                           |  |  |                        |        |
|  | A3: Cina               | 1                      |                        |             |                           |                           |  |  |                        |        |
|  | A3: Cina               | 1                      | Spagna                 | 17          |                           |                           |  |  |                        |        |
|  | 15 giugno 2012 - 18:15 |                        | Spagna                 | 17          |                           |                           |  |  |                        |        |
|  |                        | Croazia                | 18                     |             |                           |                           |  |  |                        |        |
|  | B1: Croazia            | Croazia                | 18                     | 13          |                           |                           |  |  |                        |        |
|  | B1: Croazia            | 16 giugno 2012 - 16:50 |                        | 13          |                           |                           |  |  |                        |        |
|  | A4: Kazakistan         | 6                      |                        |             |                           |                           |  |  |                        |        |
|  | A4: Kazakistan         | 6                      | Croazia                | 11          | Finale per il terzo posto | Finale per il terzo posto |  |  |                        |        |
|  | 15 giugno 2012 - 14:10 |                        | Croazia                | 11          | Finale per il terzo posto | Finale per il terzo posto |  |  |                        |        |
|  |                        | Stati Uniti            | 10                     |             |                           |                           |  |  |                        |        |
|  | A2: Stati Uniti        | Stati Uniti            | 10                     | 7           | Italia                    | 7                         |  |  |                        |        |
|  | A2: Stati Uniti        |                        |                        | 7           | Italia                    | 7                         |  |  |                        |        |
|  | B3: Australia          | 5                      |                        | Stati Uniti | 6                         |                           |  |  |                        |        |
|  | B3: Australia          | 5                      |                        |             | 6                         |                           |  |  |                        |        |
|  |                        |                        |                        |             |                           |                           |  |  | 17 giugno 2012 - 13:50 |        |
|  |                        |                        |                        |             |                           |                           |  |  |                        |        |

#### Quarti di finale
| Arbitri: | Fernandez (ESP) Balfanbayev (KAZ) |

|             |           |                |
| 3: Valleras | Marcatori | 1: 5 giocatori |

| Arbitri: | Cabral (CUB) Rotstart (USA) |

|            |           |             |
| 5: Español | Marcatori | 1: Liang N. |

| Arbitri: | Ni (CHN) Flahive (AUS) |

|                             |           |           |
| 3: Rizzo, Giorgetti, Felugo | Marcatori | 1: Franco |

| Arbitri: | Moller (ARG) Gomez (ITA) |

|                  |           |              |
| 3: Dobud, Muslim | Marcatori | 2: Zhilyayev |

#### Semifinali
| Arbitri: | Flahive (AUS) Balfanbayev (KAZ) |

|          |           |                   |
| 4: Sukno | Marcatori | 2: Powers, Wright |

| Arbitri: | Koganov (AZE) Sadekov (RUS) |

|               |           |                      |
| 2: Presciutti | Marcatori | 2: Minguell, Perrone |

##### 5º - 8º posto
| Arbitri: | Cabral (CUB) Gomez (ITA) |

|            |           |                      |
| 3: Gubarov | Marcatori | 2: Cotterill, Whalan |

| Arbitri: | Peris (CRO) Moller (ARG) |

|              |           |                 |
| 3: Guimarães | Marcatori | 3: Liang Z., Li |

#### Finali
- 7º posto

| Arbitri: | Ni(CHN) Fernandez (ESP) |

|              |           |                 |
| 3: Cotterill | Marcatori | 1: Silva, Rocha |

- 5º posto

| Arbitri: | Peris (CRO) Koganov (AZE) |

|                       |           |             |
| 2: Zhilyayev, Gorovoy | Marcatori | 2: Tan, Guo |

- 3º posto

| Arbitri: | Moller (ARG) Balfanbayev (KAZ) |

|                        |           |             |
| 2: Figlioli, Giorgetti | Marcatori | 3: Varellas |

- 1º posto

| Arbitri: | Rotstart (USA) Flahive (AUS) |

|            |           |          |
| 3: Español | Marcatori | 3: Sukno |

## Classifica finale
| Pos. | Squadra     |
| ---- | ----------- |
|      | Croazia     |
|      | Spagna      |
|      | Italia      |
| 4    | Stati Uniti |
| 5    | Kazakistan  |
| 6    | Cina        |
| 7    | Australia   |
| 8    | Brasile     |

## Classifica marcatori
|  | Gol | Marcatore         | Squadra     |
|  | --- | ----------------- | ----------- |
|  | 13  | Maro Joković      | Croazia     |
|  | 11  | Miho Bošković     | Croazia     |
|  | 11  | Albert Español    | Spagna      |
|  | 11  | Sandro Sukno      | Croazia     |
|  | 10  | Alex Giorgetti    | Italia      |
|  | 10  | Peter Valleras    | Stati Uniti |
|  | 10  | Evgeniy Zhilyayev | Kazakistan  |
|  | 9   | Pietro Figlioli   | Italia      |
|  | 9   | Vladimir Ushakov  | Kazakistan  |
|  | 9   | Thomas Whalan     | Australia   |
|  | 8   | John Cotterill    | Australia   |
|  | 8   | Liang Zhongsing   | Cina        |
|  | 8   | Petar Muslim      | Croazia     |
|  | 8   | Felipe Perrone    | Spagna      |
|  |     |                   |             |

### Riconoscimenti
- Miglior giocatore[6]: Felipe Perrone,  Spagna
- Miglior marcatore[6]: Maro Joković,  Croazia
- Miglior portiere[6]: Stefano Tempesti,  Italia